# VTM
VTM (estilitzat com "vtm", sent les sigles de Vlaamse Televisie Maatschappij, "Societat de Televisió Flamenca" en neerlandès) és un canal de televisió generalista comercial privat de la Comunitat flamenca de Bèlgica. VTM pertany al grup DPG Mitjana

## Història
VTM és una cadena de televisió belga que es troba disponible exclusivament a través d'operadors de televisió per cable i satèl·lit. Transmet continguts orientats a la Comunitat Flamenca de Bèlgica atès que emet en neerlandès. Les seves emissions van començar en 1987 quan el ministre de cultura de l'executiu flamenc va autoritzar l'emissió de canals de televisió comercials.
VTM va contractar molts personatges populars com Walter Capiau, Carry Goossens o Luc Appermont. La seva programació es va conformar de tal forma que fos competitiva. Els informatius s'emetien a les 19h.
Per part de les autoritats flamenques, s'ha acusat sovint a VTM de tractar d'infantilitzar a la seva audiència amb programes com a Cita a cegues o Rad van Fortuin (La ruleta de la fortuna). En canvi, també ha rebut crítiques favorables acosta a les seves sèries de ficció com Moeder o Waarom.
A la fi de 1990, la quota de mercat de VTM es va reduir d'un 35% a un 20%, principalment a causa de la modernització de la televisió pública flamenca VRT-TV1 (actualment dita een).
A l'agost de 2003, VTM va contractar dos nous directors de programació, Jan Verheyen i Bert Geenen, amb la missió de restaurar la imatge de la cadena cap a una major modernitat i frescor. Així, l'antic logo de les tres bandes va ser substituït per un logotip amb les lletres "VTM" (ara en minúscules) de color blanc sobre un fons taronja. Al gener de 2005, Verheyen va presentar la seva renúncia perquè, segons ell, "el treball ja estava fet".
El juny de 2005, es va crear el lloc de director general de programació conjunt per a tot el grup de comunicació VMMa (anomenat actualment "Medialaan"). Jan Segers, anteriorment director creatiu dins de la productora Eyeworks, el proveïdor majoritari de continguts de VTM, va ser el primer a ocupar-lo. Per part seva, Bert Geenen es va convertir en director d'emissions de VTM. Segers es va convertir en responsable de tots els programes en antena excepte els programes informatius, que van recaure sobre Eric Goens, el Director d'Informatius.
VTM va desenvolupar un canal digital dedicat exclusivament a la informació. Previst per a tardor de 2007, el nom comercial de la qual va ser 24/7. No obstant això, el projecte va ser ajornat en diverses ocasions, i finalment mai va començar a emetre. Al setembre de 2007, VTM va iniciar un informatiu dirigit als joves anomenat Zoom, pel qual va rebre subvencions de la Comunitat Flamenca de Bèlgica. A la fi de desembre de 2007, VTM va acomiadar a diversos presentadors, considerant que ja no corresponien a la imatge de la cadena.
El 29 de febrer de 2008, VTM va fer un canvi significatiu de la seva imatge amb un nou logotip. Els programes com Sara i Mijn Restaurant obtenen grans dades d'audiències. Mentrestant, VTM va ser criticat per emetre programes de telerealitat i no dedicar suficient espai a la ficció. El canal respon amb el llançament de cinc noves sèries: Jes, De Rodenburgs, Code 37 i Dagenham & Nacht. Les quatre primeres sèries es van posar en marxa durant la temporada 2009/2010 i l'última solo es va emetre l'episodi pilot.
En 2012, es van renovar una vegada més la identitat de VTM. Es va crear un nou logotip i es va donar a conèixer un nou lema: Je beleeft het hier (literalment: tu ho veus aquí). La cadena també modifica la seva melodia, que es pot escoltar habitualment en les emissions. Finalment, el 18 de febrer de 2013, Het Nieuws va ser renovat, amb un nou nom (VTM Nieuws), un nou logotip i un nou estudi.
Des de l'any 2002, VTM organitzava desfilades de Nadal anualment en diverses ciutats flamenques com Gant, Bruges o Anvers. En algunes ocasions també es van celebrar desfilades als Països Baixos en col·laboració amb el canal SBS6. Des de l'any 2012 VTM ja no s'encarrega de l'organització de les desfilades.

## Identitat visual

### Logotips

2008-2018
2018-

### Eslògans
- 2012-2018: Je beleeft het hier (Ho experimentes aquí)

- Actual: Zoveel om et delen (Tant per a compartir)[2]

### Programació
- The Voice van Vlaanderen
- Aspe
- De Grote Sprong/Splash
- Boer zkt Vrouw
- Comedy Toppers
- De Beste Hobbykok van Vlaanderen
- De Juiste Prijs
- De Vlaamse 10

## Audiències
Amb una audiència mitjana anual del 19,6 % de quota de mercat en 2017, VTM és la segona cadena de televisió flamenca més vista, per darrere de Één i davant de Canvas.
| 2011   | 2012   | 2013   | 2014   | 2015   | 2016   | 2017   |
| ------ | ------ | ------ | ------ | ------ | ------ | ------ |
| 20,2 % | 18,6 % | 17,8 % | 19,8 % | 20,6 % | 19,8 % | 19,6 % |